# Лозино-Лозинський Гліб Євгенович
Гліб Євге́нович Лози́но-Лози́нський (нар. * 25 грудня 1909 (7 січня 1910), Київ — † 28 листопада 2001, Москва, РФ) — радянсько-український конструктор авіаційних і космічних двигунів, літаків-винищувачів і багаторазових космічних систем.

## Життєпис
Народився в сім'ї дворянина, присяжного повіреного 25 грудня 1909 року за «старим стилем», і позаяк у документи зміну дати не внесли, своїм днем народження вважав 25 грудня.
Родина тривалий час мешкала в Кременчуку. Тут Гліб закінчив трудову школу (пішов одразу в 7-й клас), у професійно-технічній школі отримав фах слюсаря.
1926 — поступив у Харківський механіко-машинобудівний інститут, який успішно закінчив 1930 року (кваліфікація «інженер-механік» за спеціальністю «Паротехніка»). За розподілом потрапив на Харківський турбогенераторний завод.
1932 — перейшов на роботу в Харківський авіаційний інститут інженером науково-випробовувальної станції. Тут брав участь у розробці першого радянського газотурбінного двигуна (ГТД) РТД-1 (був використаний у важкому бомбардувальнику А.Туполєва).
1939 — переведений до Центрального котло-турбінного інституту (ЦКТІ, Ленінград). Разом з А. М. Люлькою розробляв проєкт авіаційної силової установки з поршневим двигуном і форсажною камерою.
Початок 1941 р. — повертається в Україну (до Києва).
Серпень 1941 р. — через наступ німецьких військ евакуйований до Куйбишева.
Березень 1942 р. — прийнятий до конструкторського бюро А.Мікояна, брав участь в організації серійного виробництва родини літаків МіГ. Згодом разом із КБ А.Мікояна переїхав до Москви.
По-справжньому талант Г.Лозино-Лозинського як організатора та конструктора розкрився під час створення авіаційно-космічної системи «Спіраль», яка мала бути радянською відповіддю на створення в США ракетоплана «Х-15».
Багаторазова авіаційно-космічна система (АКС) «Спіраль» складалася з орбітального пілотованого літака з ракетним прискорювачем та гіперзвукового літака-розгонника. Запуск орбітального ступеня повинен був відбуватися на висоті 24-30 кілометрів на швидкості, що в 6 разів перевищує швидкість звуку.
Після успішного польоту американського багаторазового корабля «Спейс Шаттл» 1972 року проєкт «Спіраль» був зупинений.
1976 року очолив Науково-виробниче об'єднання «Молнія», якому була доручена розробка багаторазового орбітального корабля «Буран» як відповідника «Шаттлу». Планувалося оснастити «Буран» медоко-психологічним комплексом «Оцінки, контролю і регуляції психофізіологічного стану людини-оператора». Розробку комплексу здійснювала лабораторія психофізіології Науково-дослідного Інституту психології (м. Київ) Контроль за виконанням досліджень здійснював начальник відділу 250 А. Г. Карімов.15 листопада 1988 року радянський «Буран» здійснив свій перший (й останній) космічний політ. Через фінансові й інші проблеми СРСР скоротив свої космічні програми, у тому числі й програму «Буран».
В кінці 1980-х років Г.Лозино-Лозинський разом з групою однодумців паралельно основній роботі розробляв багаторазову авіаційно-космічну систему «МАКС». Цей проєкт був унікальним своєю низькою собівартістю, міг базуватися на звичайних аеродромах і «вписувався» в існуючі системи наземного комплексу управління космічними польотами.
Довідка: Літаком-розгінником у системі «Макс» планувався створений у Києві О.Антоновим літак-гігант Ан-225 «Мрія» (нині в РФ розглядаються проєкти повернення до роботи над «Максом»).